# Falkirk
Falkirk (gael. An Eaglais Bhreac) – miasto w środkowej Szkocji, ośrodek administracyjny jednostki administracyjnej Falkirk, dawniej w hrabstwie Stirlingshire. Ok. 33 tys. mieszkańców, wraz z przyległymi miastami 97 tys. Nazwa Falkirk wywodzi się podobno od pierwszego wybudowanego w mieście kościoła o charakterystycznym wyglądzie – fawe + kirk czyli w szkockim nakrapiany kościół. Chodzi o rodzaj użytego piaskowca, który w odpowiednim oświetleniu wydaje się cętkowany. Kościół ten nie dotrwał do czasów współczesnych. Prawa miejskie otrzymał w roku 1600. W mieście znajdują się 2 stacje kolejowe: Falkirk High oraz Falkirk Grahamston.
Główną atrakcją hrabstwa jest Falkirk Wheel – winda dla statków, która umożliwia pokonanie 24-metrowej różnicy poziomów wody między kanałami Union i Forth and Clyde – będąca oryginalną konstrukcją inżynierską i dużą atrakcją turystyczną od zakończenia budowy w 2002 roku. W pobliżu windy znajdują się pozostałości Wału Antonina, a na północy miasta monumentalna rzeźba koni – The Kelpies.
W mieście rozwinął się przemysł chemiczny, materiałów budowlanych, odzieżowy, spożywczy, poligraficzny oraz hutniczy.

## Bitwy pod Falkirk
Pod Falkirk rozegrały się dwie duże bitwy:
- pierwsza miała miejsce w 1298 roku i zakończyła się klęską wojsk Williama Wallace'a w starciu z armią króla Anglii Edwarda I Długonogiego[1],
- drugą stoczono w roku 1746 – oddziały Jakobitów pokonały w niej siły angielskie[1].